# Justicia zopilotensis
Justicia zopilotensis är en akantusväxtart som beskrevs av J. Henrickson och P. Hiriart. Justicia zopilotensis ingår i släktet Justicia och familjen akantusväxter. Inga underarter finns listade i Catalogue of Life.